# Хипокамп (сателит)
Хипокамп (по открићу, S/2004 N 1) је четрнаести Нептунов сателит, и уједно најмањи. Открио га је Марк Шовалтер 1. јула 2013. године. Астрономи су нови месец пронашли прегледавајући Хаблове снимке снимљене између 2004. и 2009. године. Око своје матичне планете кружи на удаљености од 105.000 километара.